# 9629 Servet
9629 Servet è un asteroide della fascia principale. Scoperto nel 1993, presenta un'orbita caratterizzata da un semiasse maggiore pari a 2,7063000 UA e da un'eccentricità di 0,0535955, inclinata di 1,80528° rispetto all'eclittica.